# Xiphophorus monticolus
Xiphophorus monticolus és una espècie de peix de la família dels pecílids i de l'ordre dels ciprinodontiformes.

## Morfologia
Els mascles poden assolir els 5 cm de longitud total i les femelles els 6,4.

## Distribució geogràfica
Es troba a Amèrica: Mèxic.